# Neoclytus hoegei
Neoclytus hoegei là một loài bọ cánh cứng trong họ Cerambycidae.